# Jakob Wickman Modigh
Jakob Carl Joel Wickman Modigh, född 8 januari 1986, är en svensk tidigare handbollsspelare (mittsexa). Med sina 2,05 meter var han den längsta spelaren i Handbollsligan.

## Karriär
Jakob Wickman Modigh började spela i Lugi. Han spelade 2006 som förstaårssenior i HK Farmen, Lugis farmarlag. Han gick sedan till Stavstens IF där han spelade i tre år. Han planerade sedan att avsluta handbollskarriären för att endast arbeta som flygledare i Halmstad. Han ändrade sig dock och spelade för Halmstadslaget HK Drott 2009–2010.
Efter sin lyckosamma comeback i Drott återvände han 2010 till moderklubben Lugi HF och återkomsten blev succé. Hans spelstil var dock ifrågasatt, av till exempel motspelaren Jim Gottfridsson. I Aftonbladet sa Gottfridsson bland annat att Wickman Modigh "borde lära sig spela handboll". Kritiken handlade främst om att Wickman Modigh ägnar sig åt "trash talk".
2014 debuterade Wickman Modigh i Sveriges landslag. Han spelade totalt två landskamper det året. Det var under Lugis framgångsrika säsong 2013/2014, då man tog sig till SM-finalen. 2015 förlängde Lugi med Wickman Modigh. Wickman Modigh ansågs nu vara en av elitseriens bästa spelare.
2017 återkom den offentliga kritiken av Wickman Modighs "trash talk". I februari spekulerade Skånesport om mittsexornas framtid i Lugi.

## Klubbar
- Lugi HF (–2006)
- Stavstens IF (2006–2009)
- HK Drott (2009–2010)
- Lugi HF (2010–2018)[6][7]